# Lijst van voetbalinterlands België - Bosnië en Herzegovina (vrouwen)
Deze lijst van voetbalinterlands is een overzicht van alle officiële voetbalinterlands tussen de nationale vrouwenteams van België en Bosnië en Herzegovina. De landen hebben tot nu toe twee keer tegen elkaar gespeeld.

## Wedstrijden
| № | Plaats | Datum             | Competitie           | Wedstrijd                      | Uitslag |
| - | ------ | ----------------- | -------------------- | ------------------------------ | ------- |
| 1 | Leuven | 22 september 2015 | EK 2017 kwalificatie | België − Bosnië en Herzegovina | 6 − 0   |
| 2 | Zenica | 27 oktober 2015   | EK 2017 kwalificatie | Bosnië en Herzegovina − België | 0 − 5   |

## Samenvatting
| Competitie      | Totaal gespeeld | Winst België | Gelijk | Winst Bosnië en Herzegovina | Doelsaldo België – Bosnië en Herzegovina |
| --------------- | --------------- | ------------ | ------ | --------------------------- | ---------------------------------------- |
| EK-kwalificatie | 2               | 2            | 0      | 0                           | 11 − 0                                   |
| Totaal          | 2               | 2            | 0      | 0                           | 11 − 0                                   |